# エルゼ・ベルク
エルゼ・ベルク（Else Berg、1877年2月19日 - 1942年11月19日）とは、ドイツ生れのベルゲン派に属するユダヤ系オランダ人画家。ホロコースト犠牲者。夫はユダヤ系オランダ人画家のモミー・シュワルツであり、彼もまたエルゼと同日にホロコーストの犠牲になった。

## 生涯
生れたのは当時ドイツ領だったシレジアのラチブシュ。父親は葉巻工場を経営していた改革派のユダヤ人。1895年、アントウェルペン（アントワープ）のアントウェルペン王立芸術学院に入学し、絵を学ぶ。5年後、両親の経済的支援を受けベルリン芸術大学に留学し、アルトゥール・カンプに師事。
1905年、ニューヨーク帰りでベルリンでドイツ表現主義を学んでいたモミー・シュワルツと出会う。二人でパリに行き、最先端の美術を見る。翌年にはアムステルダムに居を構え、モダンアート運動に加わる。それから数年、アトリエは別々だが、二人で旅行して回った。1920年に結婚、その4年後、ベルクはオランダに帰化した。
生活は苦しかったが、二人で東ヨーロッパ、イタリア、フランスを旅行。マヨルカ島には長期滞在し、レオ・ヘステル(Leo 
Gestel)夫妻と知り合い、ヘステルからキュビスムを学んだ。
ナチズムが勢力を増すと、彼女がユダヤ人の出自であることにより作品の出展が難しくなってしまう。また、この状況により家族や友人たちは次々にイングランドやアメリカ合衆国に去っていくも、二人は大丈夫だと思ってアムステルダムに残った。しかし、ユダヤ人であることを示すイエロー・バッジの着用を求められて、二人は拒否してバアンブルヘに潜伏するも仲間に裏切られた。1942年11月12日に二人は逮捕され、11月16日、ウェスターボルク経由でアウシュヴィッツ＝ビルケナウ強制収容所に送られ、11月19日に2人は殺害された。

## ギャラリー

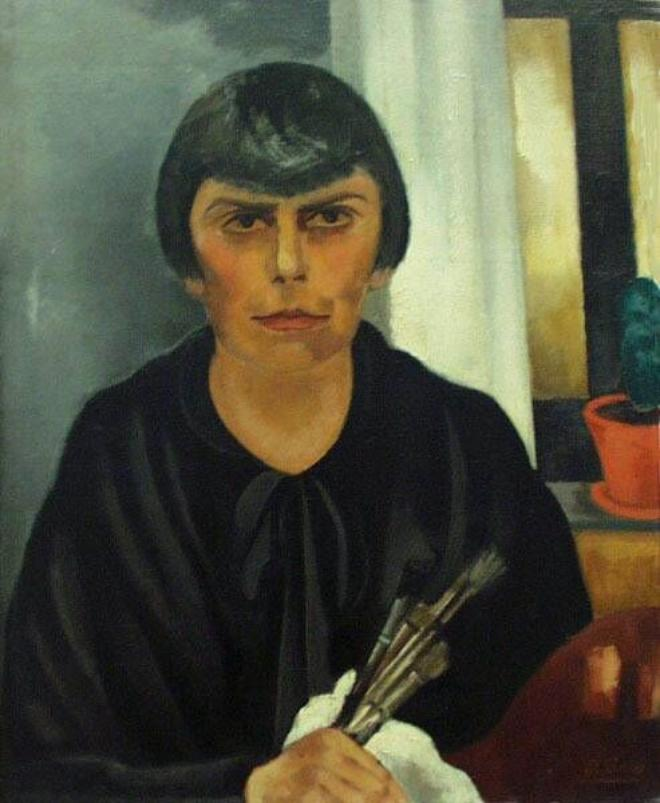
絵筆を持つ自画像 (1929)
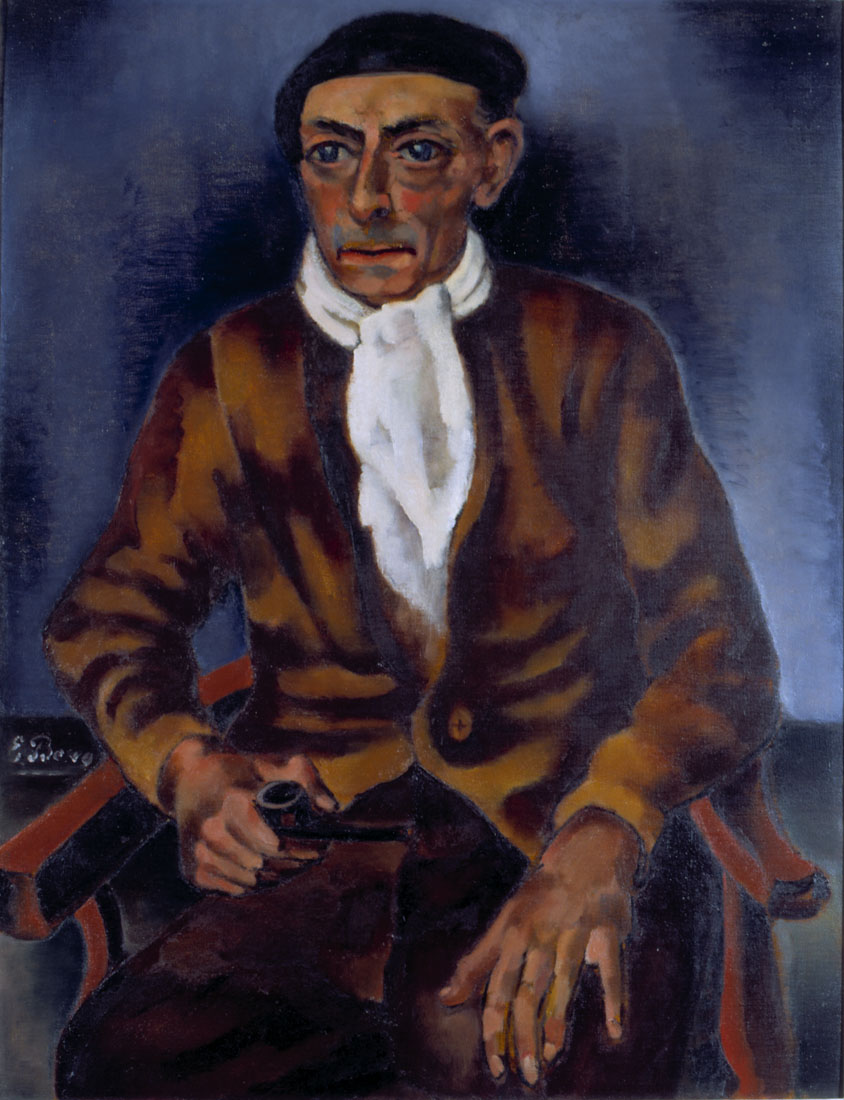
モミー・シュワルツの肖像
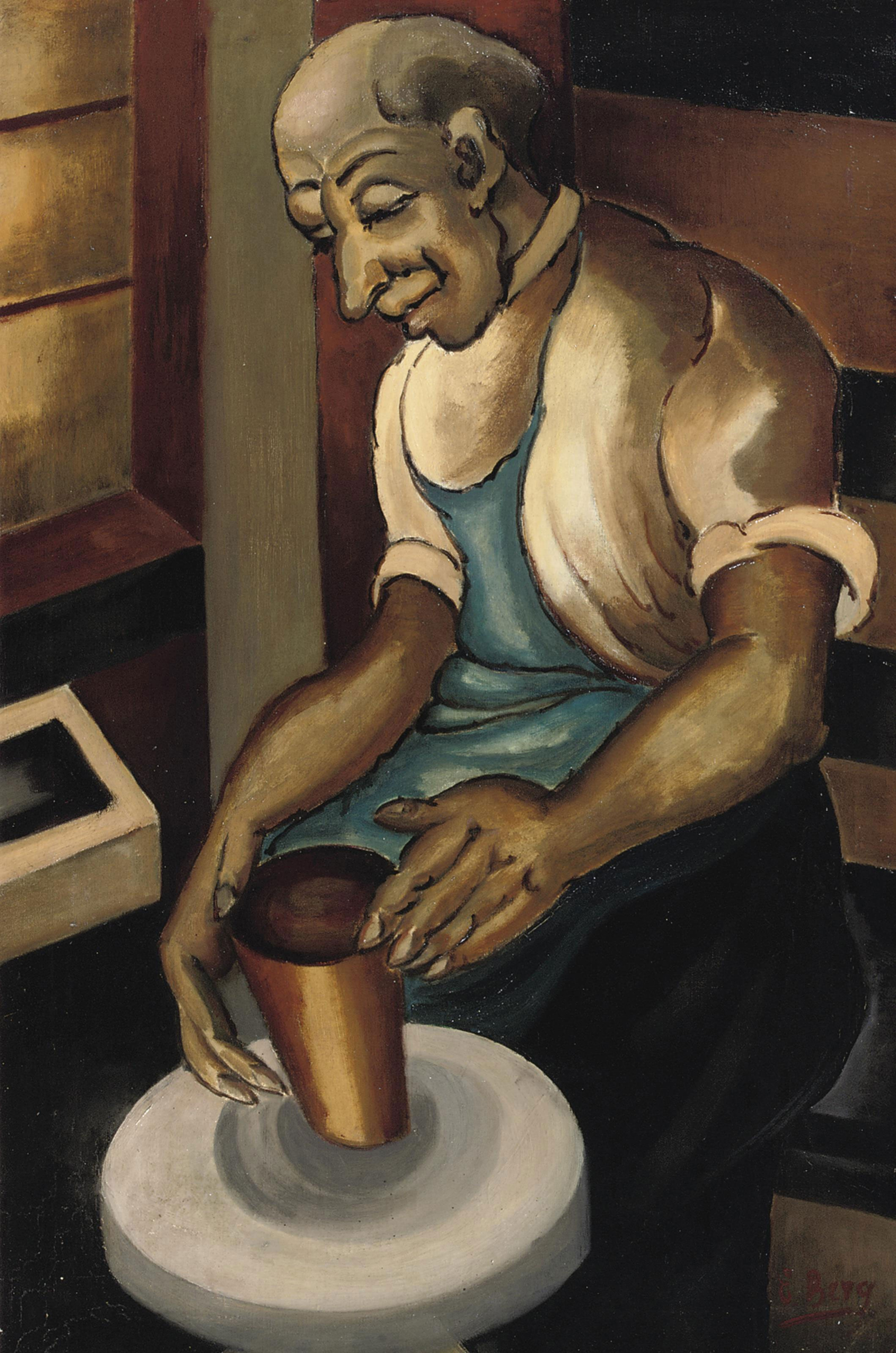
陶芸家
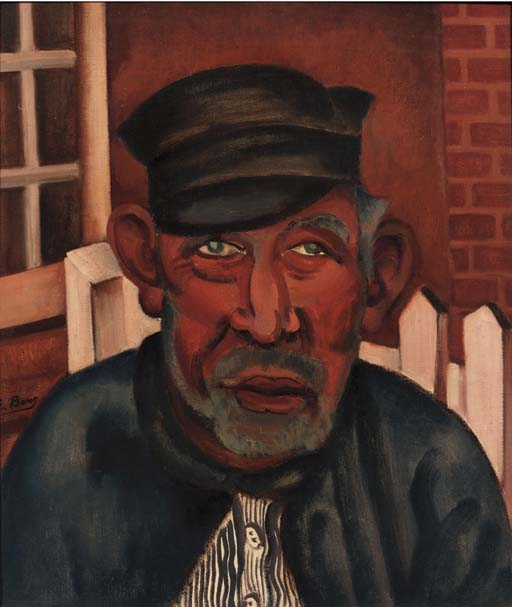
農夫の肖像
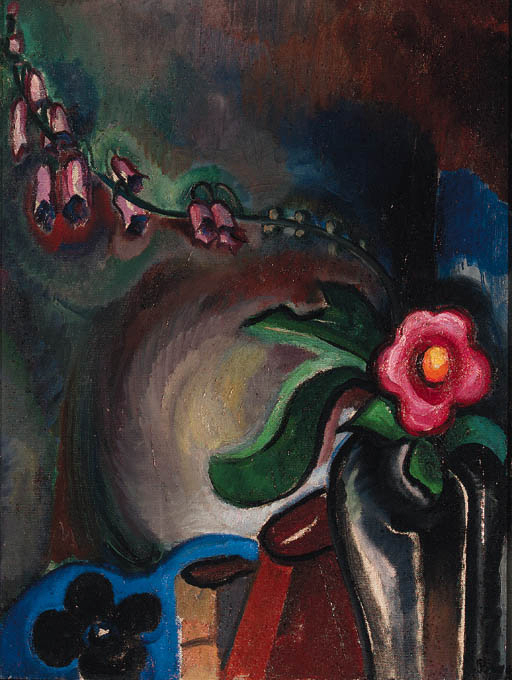
花々の静物画
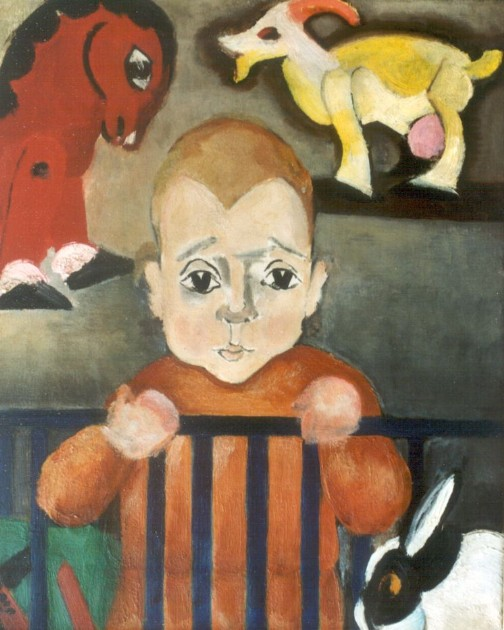
おもちゃの動物と子供
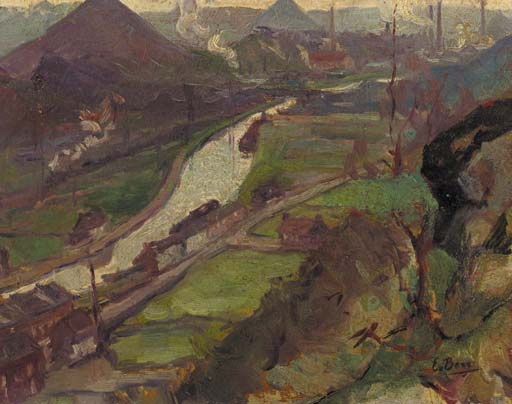
ティユール近郊の鉱業地区

## 関連書籍
- Linda Horn, Else Berg en Mommie Schwarz, kunstenaarspaar in Amsterdam 1910-1942, Uitgeverij De Kunst, 2011 ISBN 94-911961-8-9